# Enllaç C-H
L'enllaç carboni-hidrogen (enllaç C-H) és un enllaç entre els àtoms de carboni i hidrogen que pot ser trobat en molts compostos orgànics. Aquest enllaç és un enllaç covalent, que vol dir que el carboni comparteix els seus electrons de valència exteriors amb fins a quatre àtoms d'hidrogen. Això completa les seves capes exteriors i el fa estable.
Els enllaços carboni-hidrogen tenen una longitud d'enllaç d'aproximadament 1,09 Å (1,09 × 10−10 m) i una energia d'enllaç d'aproximadament 413 kJ/mol (vegeu la taula següent). Utilitzant l'escala de Pauling, C (2,55) i H (2,2), la diferència d'electronegativitat entre aquests dos àtoms és de 0,35. A causa d'aquesta petita diferència en electronegativitat, l'enllaç C-H és generalment considerat com apolar.
En les fórmules estructurals de les molècules, els àtoms d'hidrogen sovint s'ometen. Les classes de compostos que consisteixin només en enllaços C-H i enllaços C-C són alcans, alquens, alquins i hidrocarburs aromàtics. En conjunt es coneixen com a hidrocarburs.

## Reaccions
En general, l'enllaç C-H és molt fort, pel que és relativament no reactiu. En diverses classes de compostos, col·lectivament anomenats àcids de carboni, l'enllaç C-H pot ser prou àcid com per a eliminar protons. Els enllaços C-H no activats es troben en alcans i no són adjacents a un heteroàtom (O, N, Si, etc.). En general, aquests enllaços només participen en la substitució radicalària. Són coneguts molts enzims que afecten aquestes reaccions.
Encara que l'enllaç C-H és un dels més forts, varia per sobre del 30% en magnitud en bastants compostos orgànics estables, fins i tot en absència de heteroàtoms.
| Enllaç       | Radical hidrocarbur | Energia de dissociació d'enllaç (kcal/mol) | Energia de dissociació d'enllaç molar |
| ------------ | ------------------- | ------------------------------------------ | ------------------------------------- |
| CH₃−H        | Metil               | 104                                        | 440 kJ                                |
| C₂H₅−H       | Etil                | 98                                         | 410 kJ                                |
| (CH₃)₂HC−H   | Isopropil           | 95                                         | 400 kJ                                |
| (CH₃)₃C−H    | t-Butil             | 93                                         | 390 kJ                                |
| CH₂=CH−H     | Vinil               | 112                                        | 470 kJ                                |
| HC≡C−H       | Etinil              | 133                                        | 560 kJ                                |
| C₆H₅−H       | Fenil               | 110                                        | 460 kJ                                |
| CH₂=CHCH₂−H  | Al·lil              | 88                                         | 370 kJ                                |
| C₆H₅CH₂−H    | Benzil              | 85                                         | 360 kJ                                |
| OC₄H₇−H      | Tetrahidrofuranil   | 92                                         | 380 kJ                                |
| CH₃C(O)CH₂−H | Acetonil            | 96                                         | 400 kJ                                |